# Mission EineWelt
Mission EineWelt, Centrum für Partnerschaft, Entwicklung und Mission der Evangelisch-Lutherischen Kirche in Bayern ist eine Missionsgesellschaft der Evangelisch-Lutherischen Kirche in Bayern mit Sitz in Neuendettelsau.

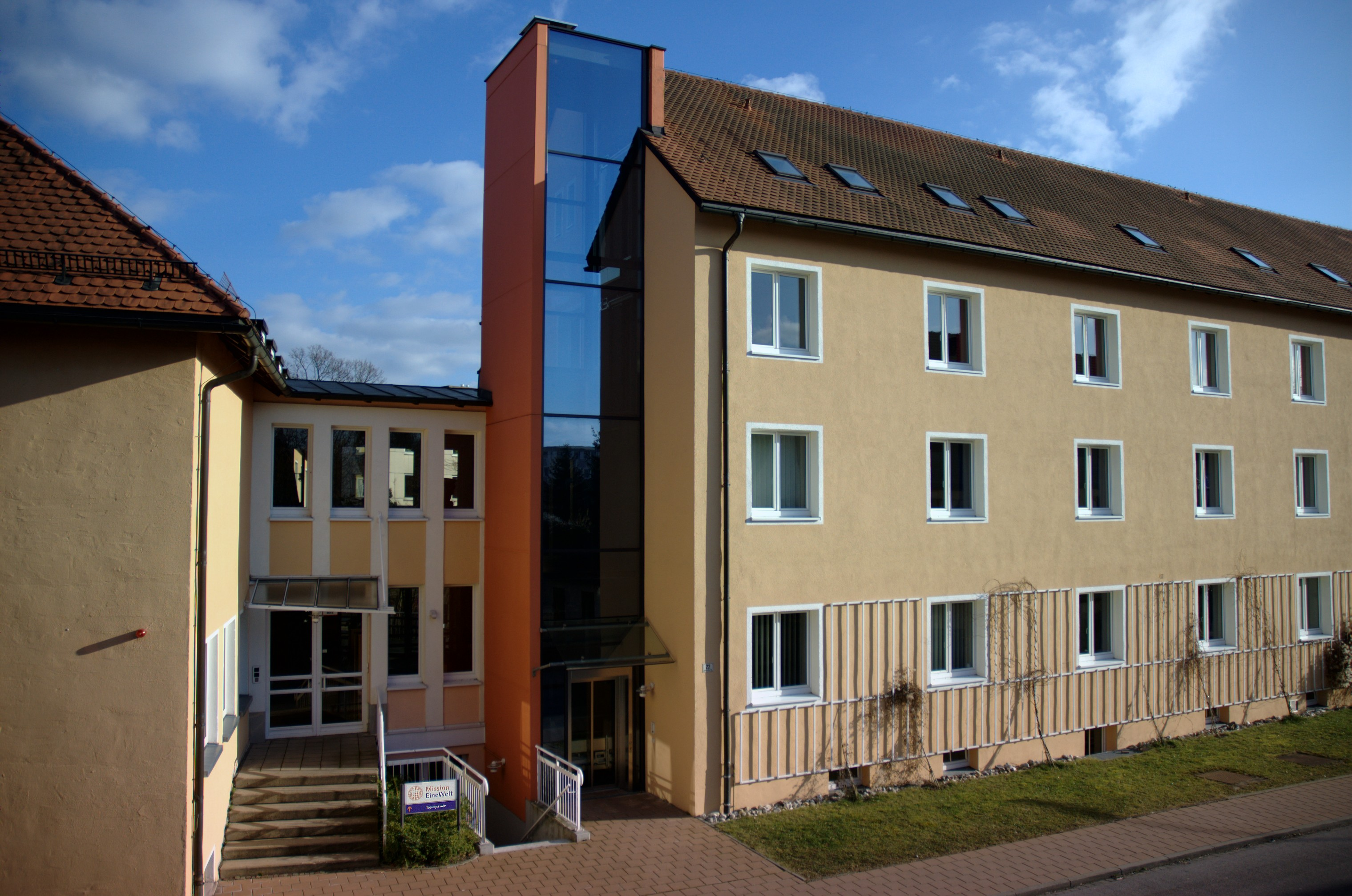
Mission EineWelt in Neuendettelsau

Zu der Körperschaft des öffentlichen Rechts zählen auch eine Tagungsstätte, die Ausstellung einBlick, der Eine-Welt-Laden, die Pazifik-Infostelle und der Erlanger Verlag für Mission und Ökumene. Es gibt eine eigene Bibliothek mit über 15.000 Bänden aus den Bereichen Missionswissenschaft, Religionswissenschaft, Ethnologie (Afrika und Pazifik), auf die über den Online-Katalog der Augustana-Hochschule zugegriffen werden kann.

## Geschichte der Neuendettelsauer Missionsarbeit
1846 gründete Wilhelm Löhe in Nürnberg eine „Vorbereitungsanstalt“, in der Pfarrer für ihren Diasporadienst in Nordamerika unter den dort lebenden fränkischen Siedlern ausgebildet werden sollten. Schon 1842 sandte er als damaliger Ortspfarrer von Neuendettelsau die ersten beiden „Nothelfer“ in die USA aus. Am 15. April 1853 wurde diese Anstalt nach Neuendettelsau verlegt. Ihr erster Leiter war Friedrich Bauer.
1849 kam es zur Gründung der Gesellschaft für Innere Mission (der heutigen Gesellschaft für Innere und Äußere Mission im Sinne der lutherischen Kirche e. V.). 1852 wurden Missionare nach Osteuropa entsandt, 1875 zu den Auswanderergemeinden in Australien. 1886 begann Johann Flierl in Papua-Neuguinea (dem damaligen Kaiser-Wilhelms-Land) die Missionsarbeit unter den Einheimischen. Das Missionsseminar bestand bis 1985 und bildete über 800 Pfarrer und Missionare aus.
Am 1. April 1972 wurde das Missionswerk Bayern gegründet. Es übernahm die Missionsarbeit der Gesellschaft für Innere und Äußere Mission in Papua-Neuguinea und die Missionsarbeit der Leipziger Mission und Berliner Mission in Tansania. Darüber hinaus wurden auch in anderen Ländern partnerschaftliche Verbindungen zu den Lutherischen Kirchen geknüpft.
1995 wurde das Missionswerk Träger des traditionsreichen Verlags der Ev.-Luth. Mission Erlangen (seit 1998: Erlanger Verlag für Mission und Ökumene), der als der bedeutendste evangelische Missionsverlag Deutschlands gilt.
Am 1. Januar 2007 kam zu einer Fusionierung der drei früheren Arbeitsbereiche Kirchlicher Entwicklungsdienst (heute: Referat Entwicklung und Politik), Lateinamerikabeauftragter (heute: Referat Lateinamerika) und Missionswerk Bayern (heute: Referat Partnerschaft und Gemeinde, Mission Interkulturell und restliche Länderreferate) unter dem Namen Mission EineWelt.

## Leiter

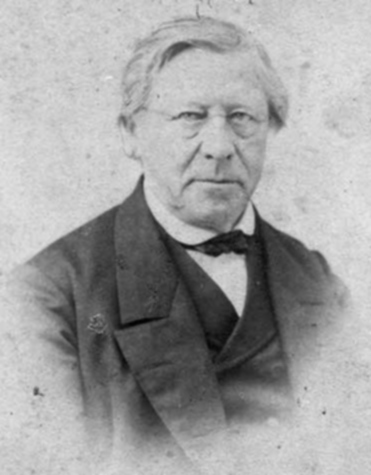
1846–1874: Friedrich Bauer (1812–1874), Missionsinspektor
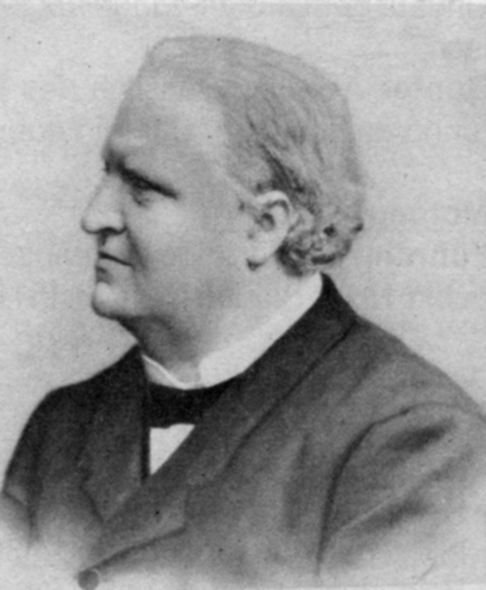
1875–1897: Johannes Deinzer (1842–1897), Missionsinspektor
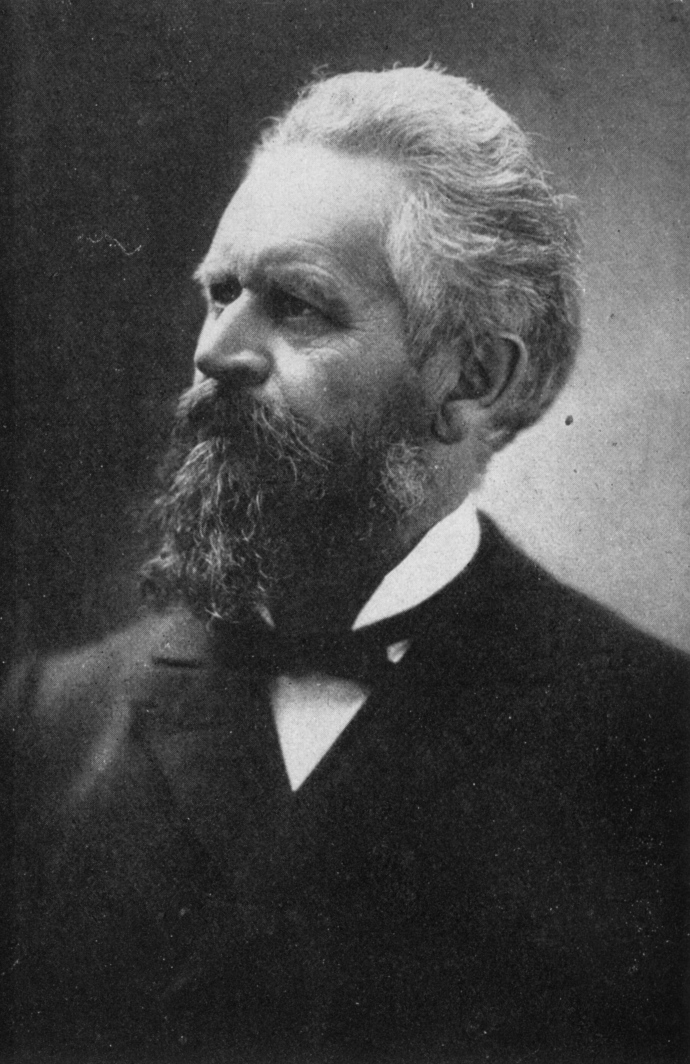
1897–1917: Martin Deinzer (1850–1917), Missionsinspektor, ab 1912 Missionsdirektor
- 1920–1928: Rudolf Ruf (1868–1950), Missionsdirektor
- 1928–1946: Friedrich Eppelein (1887–1969), Missionsdirektor
- 1946–1950: Woldemar Schilberg (1911–1973), Missionsdirektor
- 1950–1961: Hans Neumeyer (geb. 1902), Missionsdirektor
- 1962–1964: Hagen Katterfeld (1916–1964), Missionsdirektor
- 1964–1972: Wolfram von Krause (1914–1989), Missionsdirektor
- 1972–1991: Horst Becker, Direktor des Missionswerkes der Evang.-Luth. Kirche in Bayern (* 1926)
- 1992–2007: Hermann Vorländer, Direktor
- 2008–2015: Peter Weigand (* 1949), Direktor
- seit 2015: Hanns Hoerschelmann und Gabriele Hoerschelmann  - Friedrich Bauer
  - Johannes Deinzer
  - Martin Deinzer